# Клде
Клде (груз. კლდე) — село в Грузії.
За даними перепису населення 2014 року в селі проживає 768 осіб.